# Acrocera stelviana
Acrocera stelviana är en tvåvingeart som beskrevs av Pokorny 1886. Acrocera stelviana ingår i släktet Acrocera och familjen kulflugor. Inga underarter finns listade i Catalogue of Life.